# Pellenes modicus
Pellenes modicus is een spinnensoort in de taxonomische indeling van de springspinnen (Salticidae).
Het dier behoort tot het geslacht Pellenes. De wetenschappelijke naam van de soort werd voor het eerst geldig gepubliceerd in 2000 door Wanda Wesołowska & Anthony Russell-Smith.